# Petrobras XXVI (schip, 1997)
De Petrobras XXVI of P-26 is een halfafzinkbaar productieplatform van Petrobras dat gebouwd werd door Vyborg Shipyard.
Het werd oorspronkelijk door Sakhalinmorneftegas besteld als halfafzinkbaar boorplatform van het type Pacesetter naar ontwerp van Friede & Goldman. Door de politieke omwentelingen in de Sovjet-Unie zag dit bedrijf af van de koop en werd het in 1991 overgenomen door Jan-Erik Dyvi en Kvaerner Moss Technology. Deze lieten het als het Iliad-project van 1992 tot 1994 bij Vyborg ombouwen van boor- tot productieplatform. Toen Vyborg het project niet kon voltooien, werd het overgebracht naar Spanje, waar ASTANO het werk van 1995 tot 1997 voortzette.
Petrobras nam het daarna over als Petrobras XXVI en zette het vanaf 1998 in het Marlim-veld in, gelegen in het Campos-bekken in een waterdiepte van 515 meter. Het produceert daar richting de FPSO Petrobras XXXIII.